# Franca Raimondi
Franca Raimondi   (Monopoli, 8 de juliol de 1932 - Monopoli, 28 d'agost de 1988) va ser una cantant italiana.
Nascuda a Monopoli, província de Bari, era filla de l'escriptora i corresponsal de la Gazzetta del Mezzogiorno Sebastiano Raimondi.
Als anys 40, va estudiar cant per a òpera i llengües estrangeres.
El 1955 va participar a un concurs radiofònic per a noves veus, organitzat per la Radiotelevisione Italiana, que va guanyar, juntament amb cinc novells més, d'entre 6446 participants. El concurs li va permetre participar al Festival de San Remo de 1956. Va guanyar el festival amb la cançó Aprite la finestre, a més, a la mateixa també va participar amb dues cançons més, Il trenino del destino i Lucia e Tobia, a duet amb Gianni Marzocchi. Després de certa controvèrsia, el mateix any, i amb la mateixa cançó, va representar Itàlia al primer Festival de la Cançó d'Eurovisió, juntament amb Tonina Torrielli.
Amb la mateixa rapidesa que havia obtingut l'èxit amb la cançó Aprite la finestre, Raimondi després va començar a declinar. No obstant això, entre 1956 i 1958 va ser la vocalista principal de l'Orquestra Gian Stellari, i durant aquest període va participar al Festival de Niça (1957) i va anar de gira pels Estats Units i el Canadà, on va ser ben rebuda per la comunitat d'emigrats italians. El 1960 va competir al Festival de Nàpols amb la cançó Canzone all'antica.
En els darrers anys les seves activitats es van reduir, i la seva carrera es va basar essencialment en actuacions en viu. L'agost de 1983, l'Ajuntament de la seva localitat natal la va homenatjar. Pocs anys després, el 28 d'agost de 1988, als 56 anys, va morir a causa d'un càncer.